# 카우나스 공항

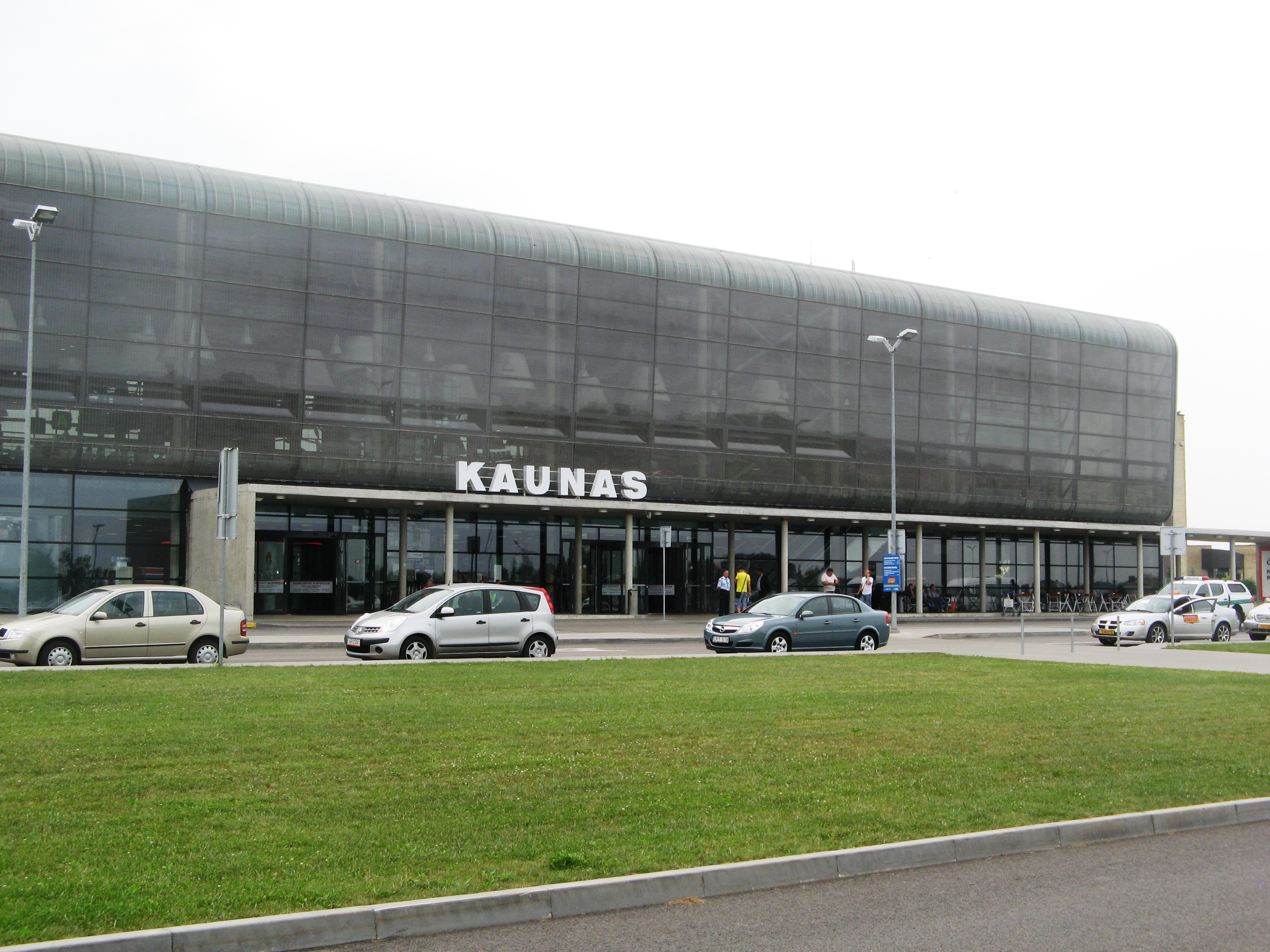

카우나스 공항(Kaunas Airport, 리투아니아어: Kauno tarptautinis oro uostas, IATA: KUN, ICAO: EYKA)은 리투아니아에서 2번째로 분주한 공항이다. 이 공항은 리투아니아의 중심부에 위치해 있다.